# Xã Đầu

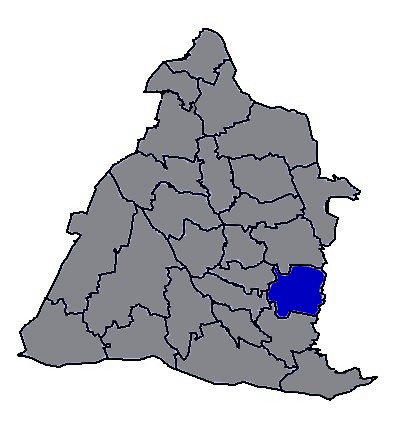
Vị trí tại Chương Hóa

Xã Đầu (tiếng Trung: 社頭鄉; bính âm: Shètóu Xiāng) là một hương (xã) của huyện Chương Hóa, tỉnh Đài Loan, Trung Hoa Dân Quốc (Đài Loan). Hương phát triển mạnh về nghề trồng cây ăn quả, đặc biệt là ổi, ngành dệt kim cùng từng đóng góp quan trọng vào nền kinh tế của hương. Tổng diện tích của Xã Đầu là 36,1448 km², dân số vào tháng 8 năm 2011 là 44.514 người thuộc 12.372 hộ gia đình, mật độ cư trú đạt 1231,5 người/km².